# Elf kleine Insulaner
Elf kleine Insulaner (Originaltitel: Children’s Island) ist eine britische Fernsehserie der BBC aus dem Jahr 1985. Die Miniserie ist eine Verfilmung des Romans Insu-Pu von Mira Lobe. Regie führte Nathaniel Gutman.

## Handlung
England im Zweiten Weltkrieg: Auf Einladung des US-Präsidenten werden Kinder aus dem von deutschen Luftangriffen bedrohten London per Schiff in die Vereinigten Staaten verbracht. Eines der Schiffe wird von einem deutschen U-Boot angegriffen und sinkt. Alle Kinder können das Schiff verlassen und werden gerettet, lediglich ein Rettungsboot mit elf Kindern treibt ab und gilt als verschollen.
Die elf Kinder, darunter die Brüder Stanley und Tommy, stranden auf einer einsamen Insel. Um zu überleben, organisieren sie sich in Form eines kleinen Kinderstaates, in dem jeder seine festen Aufgaben hat. Trotz einzelner Konflikte schaffen sie es so, auf der Insel zu überleben.
In England und Amerika werden die vermissten Kinder für tot gehalten. Nur William, der Sohn des US-Präsidenten ist überzeugt, dass sie noch am Leben sind. Schließlich gelingt es ihm, seinen Vater zu überzeugen und dieser veranlasst eine Suchaktion, die am Ende zum Erfolg führt.

## Besetzung
- Timothy Starks: Tommy Moran
- Stefan Gates: Stanley Moran
- J.D. Roth: William Kanfey
- Richard Haines: Mr. Grant
- George Montgomery: Präsident
- Roger Charteris
- Paul Lockwood
- Joanna Rowlands
- Christine Vanden Berg
- Roslyn McNamara
- Kevin Greetham
- Martin Bernstein

## Episoden
- 1.01 Schlafen ist notwendig
- 1.02 Land in Sicht
- 1.03 Eines Tages gehen wir heim
- 1.04 Hallo, hören Sie mich?
- 1.05 Wer will nach Kanada?
- 1.06 Ist der Mond eine Käsekugel?
- 1.07 Infasu
- 1.08 Hurra – Endlich nach Amerika

## Hintergrund
Die Romanvorlage erschien zuerst 1948 in Tel Aviv in hebräischer Sprache unter dem Titel אי הילדים, „Insel der Kinder“. Sie wurde später in mehrere Sprachen übersetzt.
Mit dem Children’s Overseas Reception Board gab es 1940 tatsächlich ein britisches Evakuierungsprogramm für Kinder aus dem vom Krieg betroffenen Großbritannien. Es wurde eingestellt, nachdem am 18. September 1940 die City of Benares auf dem Weg nach Kanada versenkt wurde und 77 evakuierte Kinder zu Tode kamen.
In Deutschland wurde die Serie 1989 und 1991 auf Pro Sieben ausgestrahlt, dann zum Jahreswechsel 1996/97 auf TV München wiederholt und seither nicht mehr gesendet.

## Unterschiede zum Buch
Die Verfilmung weicht in einigen wichtigen Details von der deutschsprachigen Fassung des Buches ab:
- Das Buch handelt in der deutschsprachigen Fassung von einem fiktiven Krieg und die Kinder sollen aus dem fiktiven Staat Urbien in das nicht vom Krieg betroffene Land Terranien verschifft werden. An Stelle des US-Präsidenten und seines Sohnes geht in dieser Fassung die Evakuierungsaktion und die Suche nach den Verschollenen auf den Präsidenten von Terranien und seinen Enkel zurück.
- Die Namen der Kinder weichen von denen in der Romanvorlage ab.
- Im Roman läuft das Schiff auf eine Mine auf und wird nicht von einem U-Boot angegriffen.